# Egon Stolterfoht
Egon Stolterfoht (* 1912 in Hamburg; † 1986 in Berlin) war ein deutscher Maler und Bildhauer des 20. Jahrhunderts. Er gehörte zu dem Künstlerkreis um Franz Marc und Otto Dix.
Zu seinen bekanntesten Werken gehören Tierdarstellungen, wie die Eule im Franckepark in Berlin-Tempelhof oder der Lachende Bär am Jagdschloss Glienicke.

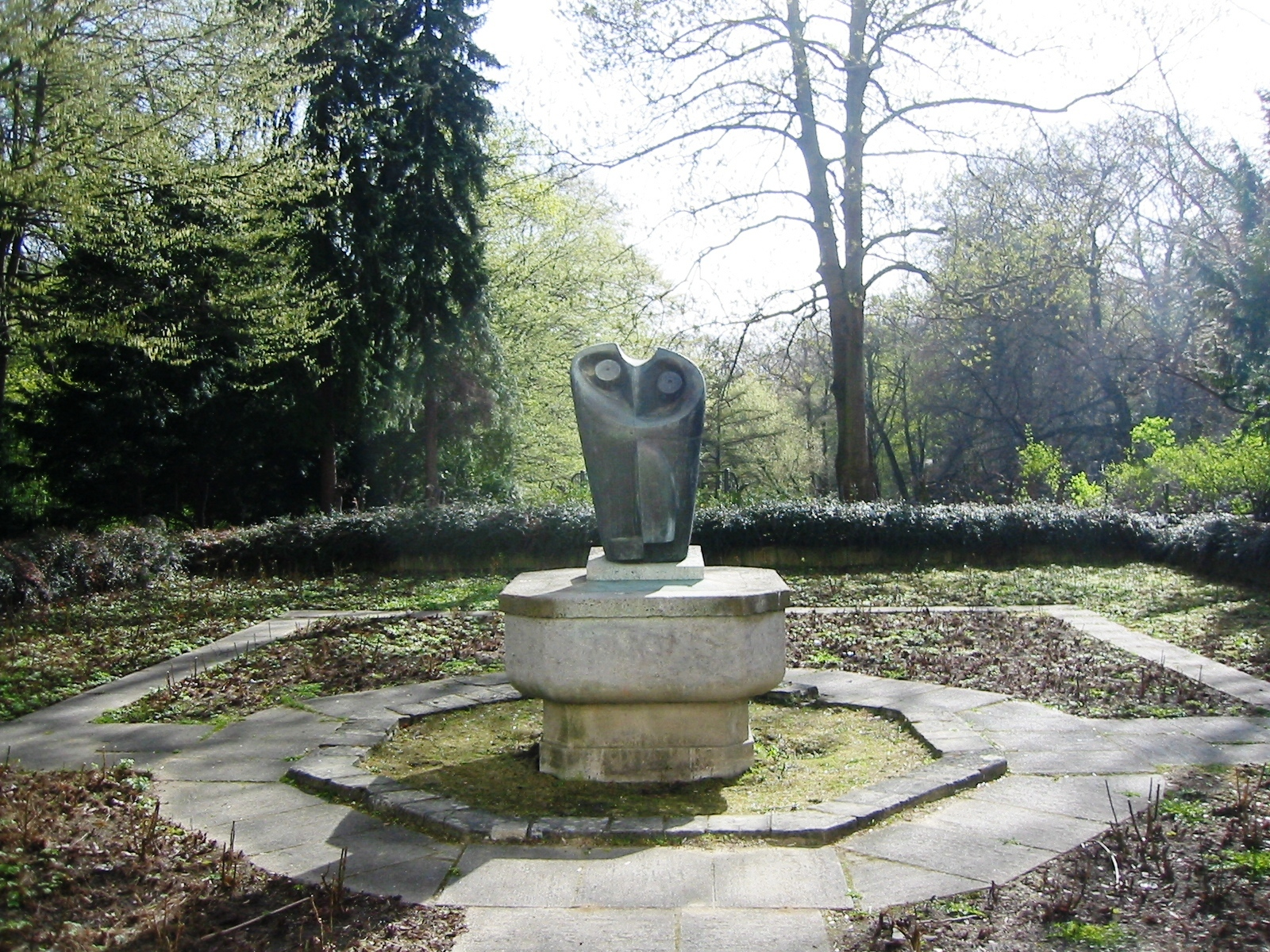
Eulen-Skulptur von Stolterfoht

## Leben
Im Jahr 1918 zogen Egons Eltern nach Bremerhaven und 1925 nach Breslau. Hier besuchte er die Schule und absolvierte danach eine Malerlehre. Von 1930 bis 1933 besuchte Stolterfoht die Kunstgewerbeschule Breslau. Seine Lehrer waren Ludwig Peter Kowalski und Gebhard Utinger. Nach dem Umzug nach Berlin 1936 war er von 1937 bis 1940 an der Akademie für bildende Kunst tätig. Von 1940 bis 1941 hatte er den Auftrag zu einem Wandbild in den Argus-Flugmotorenwerken in Karlsruhe. Anschließend leistete er 1942 Militärdienst in der deutschen Wehrmacht. Von 1943 bis 1945 war er Lehrer für den deutschen Zeichenfilm. 
Nach dem Krieg war er Dozent für Tier-, Akt- und ornamentales Zeichnen an der Kunsthochschule Berlin-Weißensee. 1950 übersiedelte er von Ost-Berlin nach West-Berlin und war seitdem freischaffend tätig. 
Er gestaltete Kirchenfenster in West-Berlin (Kirche in Alt-Tempelhof) und der Bundesrepublik Deutschland Johanniskirche (Witten) und Dreifaltigkeitskirche (Detmold). 1972 vollendete er den Tafelaltar Das Leben und Leiden Christi. Danach widmete er sich verstärkt der Kleintierplastik. Er starb 1986 in seinem Haus im Ortsteil Berlin-Hermsdorf.

## Werke (Auswahl)
- Bildhauerarbeiten
- Kirchenfenster
  - Dreifaltigkeitskirche (Detmold)
  - Johanniskirche (Witten)
  - Glaubenskirche (Berlin-Tempelhof)
- Gemälde[6] oder Holzschnitte im japanischen Stil, deren Thematik der Bibelgeschichte entnommen ist.[7]
- Buchillustrationen: Stolterfoht illustrierte das von Kreki (Paul Gustav Chrzescinski) verfasste Kinderbuch Looti, das Fohlen.[8]

## Ausstellungen (Auswahl)
- 1959: im Rathaus Reinickendorf
- 1962: im Ernst-Reuter-Heim
- 1965: im Rathaus Tempelhof
- 1966: im Coburger Kunstverein
- 1969: im Rathaus Wedding
- 1970: im Antilopenhaus vom Berliner Zoo
- 1971: im Zoo Frankfurt am Main
- 1975: in Minden in Westfalen
- 1975: im Verein Berliner Künstler